# Drożki
Drożki (deutsch Droschkau) ist eine Ortschaft mit einem Schulzenamt der Stadt-und-Land-Gemeinde Rychtal im Powiat Kępiński der Woiwodschaft Großpolen in Polen.

## Geschichte
Der Ort wurde circa 1300 im Liber fundationis episcopatus Vratislaviensis (Zehntregister des Bistums Breslau) erstmals urkundlich als Drostow vel Gerhardi Villa, Droschow vel villa Gerhardi  erwähnt. Der Ortsname, früher Droszków oder Drożkow, ist vom Personennamen Droszek oder Drożek abgeleitet, zunächst mit dem besitzanzeigenden Suffix -ów, ab dem 19. Jahrhundert Drożki. Der Nebenname im Zehntregister war nach dem deutschen Personennamen Gerhard benannt, der moderne deutsche Name Droschkau basierte auf der Form mit dem Suffix -ów.

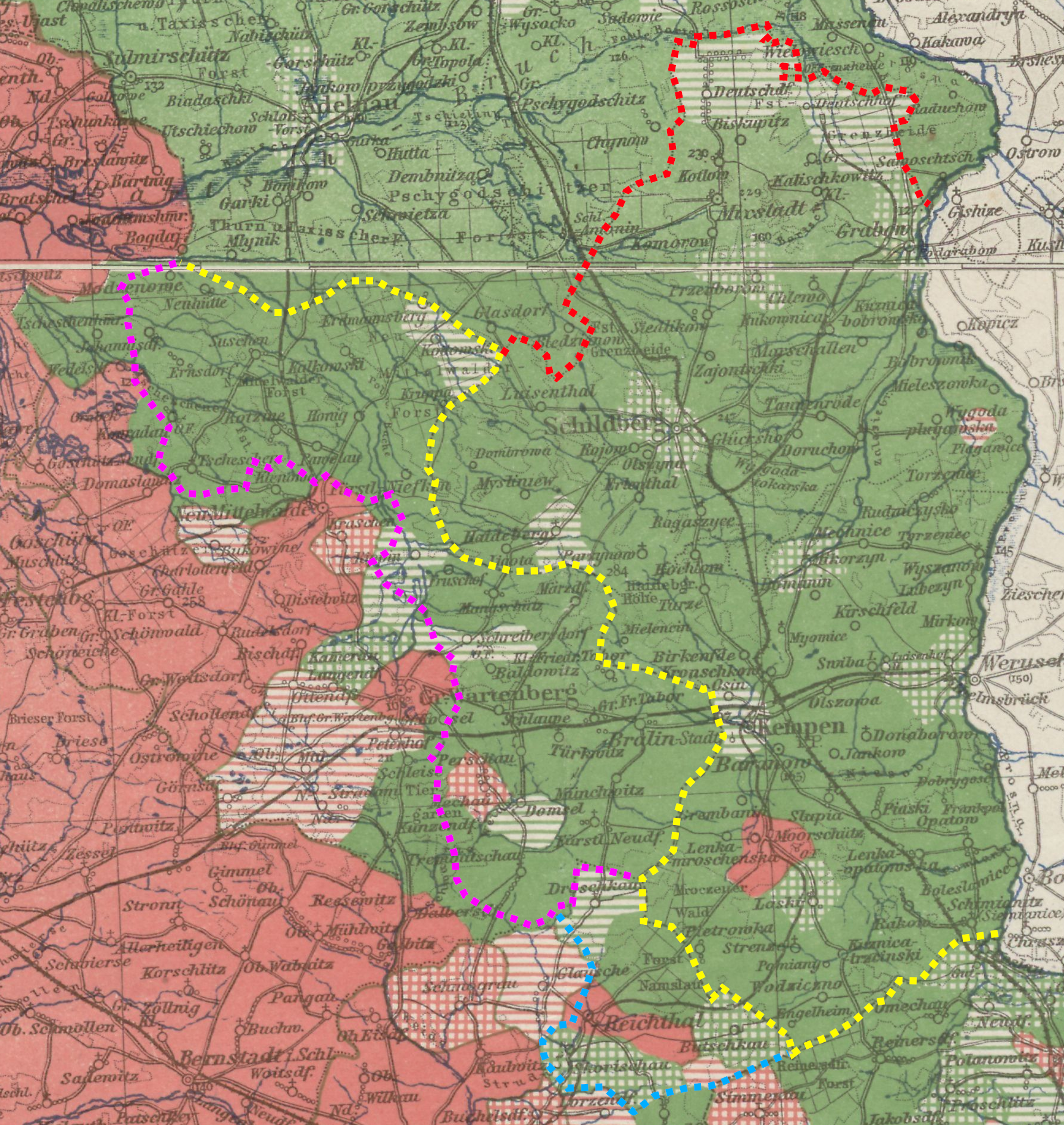
Sprachkarte aus dem Jahr 1910: Gelbe gestrichelte Linie: schlesisch-großpolnische Grenze, blaue gestrichelte Linie: Reichthaler Ländchen

Droschkau gehörte von 1818 bis 1920 dem schlesischen Landkreis Namslau an. Mit dem überwiegend polnischsprachigen Reichthaler Ländchen wurde Drożki 1921 ohne Volksabstimmung vom Deutschen Reich an das wiedergegründete Polen abgetreten. Seitdem ist Drożki mit der Woiwodschaft Posen, bzw. Großpolen verbunden, zunächst im Powiat Kępiński.
Im Jahr 1921 gab es in der Gemeinde Drożki im Powiat Kępno 44 Häuser mit 290 Einwohnern, 253 hielten sich für deutscher und 37 für polnischer Nationalität, 154 waren evangelisch, 136 römisch-katholisch.
Im 19. Jahrhundert gab es im Dorf eine evangelische Pfarrgemeinde mit einer Filialkirche in Rychtal (Reichtal), die auch Protestanten aus Darnowiec (Dörnberg), Głuszyna (Glausche) und Zgorzelec (Sgorsellitz) umfasste. Die evangelische Pfarrgemeinde der Superintendentur Ostrzeszów der Unierten Evangelischen Kirche in Polen zählte im Jahr 1937 324 Mitglieder.

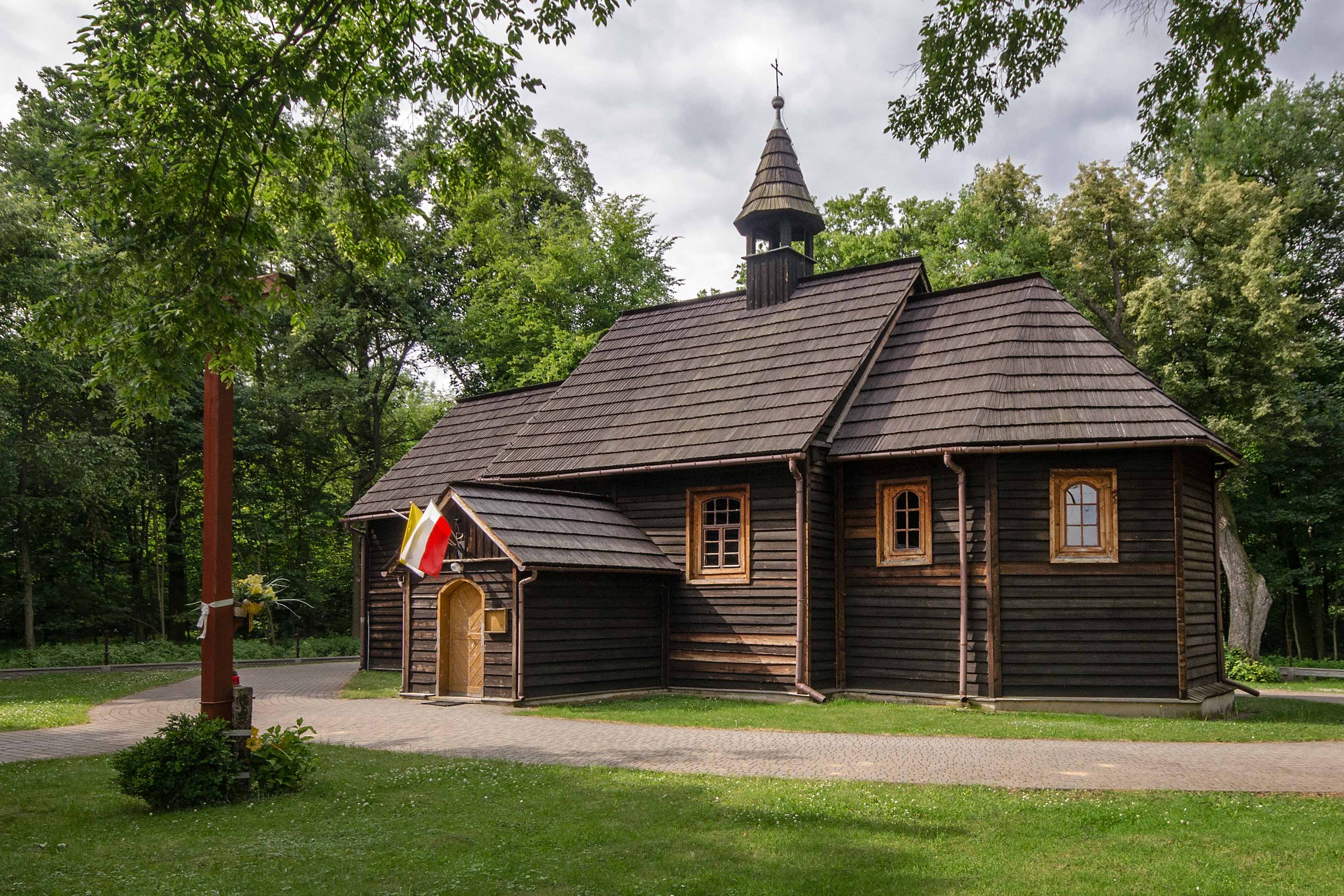
Römisch-katholische Holzkirche

Beim Überfall auf Polen 1939 wurde das Gebiet von den Deutschen besetzt und dem Landkreis Kempen im Reichsgau Wartheland zugeordnet. Der Ort wurde in Drossen umbenannt, was wiederum 1943 in Droske geändert wurde. Nach dem Krieg verließ die Mehrheit der Dorfbevölkerung den Ort. In der evangelischen Kirche wurde ein Kulturhaus eingerichtet.
Von 1975 bis 1998 gehörte Drożki zur Woiwodschaft Kalisz.

## Persönlichkeiten
- Werner Friebe (1897–1962), deutscher Offizier, zuletzt Generalmajor im Zweiten Weltkrieg.